# Джхадджар (округ)
Джхаджхар (гінді झज्‍जर ज़िला, Jʰajjar Zilā, англ. Jhajjar district) — округ індійського штату Хар'яна в межах Національного столичного регіону із центром у місті Джхаджхар. Інші важливі міста — Бахадурґарх і Бері. Округ був утворений відділенням від окургу Рохтак 15 липня 1997 року. Економіка округу базується перш за все на примисловості, що включає виробництво кераміки, скла, хімічну і електричну промисловість, електроніку і інженерію.